# Mooa

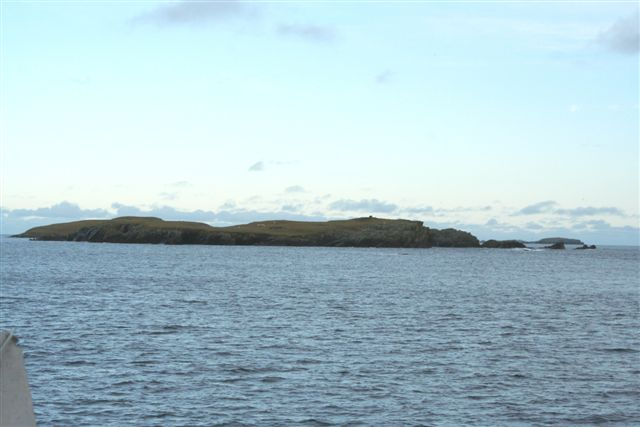
Blick auf Mooa

Mooa ist eine kleine Insel, die im Osten der, zu Schottland zählenden Shetlands liegt.

## Geographie
Mooa gehört zu einer Gruppe von unbewohnten Inseln, die vor der östlichen Küste der Insel Whalsay in der Nordsee liegen. Dort bildet es die mittlere von drei Inseln, die eine kleine Reihe bilden. Die südwestliche ist Isbister Holm, die nordöstliche Nista. Hinzu kommen die Nacka Skerry, eine Gruppe von Felsen. Die an der Küste von Whalsay gelegene Landzunge Skaw Taing liegt im Norden und ist 3 Kilometer entfernt.

## Historisches
Im Rahmen der historischen Gliederung Schottlands in Civil Parishes zählt Mooa zu Nesting.